# Russia Beyond
Russia Beyond — международный мультимедийный проект АНО «ТВ-Новости», который финансируется Российской газетой, которая, в свою очередь, финансируется Правительством РФ. RBTH публикует материалы на 14 языках. Проект публикует материалы о культуре, истории, научной и общественной жизни России, а также по вопросам туризма, образования, изучения русского языка и ведения бизнеса в России. Ранее проект назывался Russia Beyond The Headlines, однако после перезапуска в сентябре 2017 года название было сокращено.

## Структура
Редакторская команда RBTH состоит из Central Desk (центральная команда), которая производит материалы для всех изданий проекта, и из региональных команд, который адаптируют эти материалы под особенности восприятия своей аудитории. Кроме того, региональные команды публикуют материалы на двусторонние темы.

## Рубрики
- Lifestyle
- Arts & Living
- Travel
- Education
- Business
- History
- Science & Tech
- Russian Kitchen

## Санкции
9 ноября 2023 года, на фоне вторжения России на Украину, Канада внесла Russia Beyond в санкционный список против российских структур дезинформации и военной пропаганды за «распространение ложных нарративов и пропаганды, которую выдают за экспертное мнение, в попытке узаконить неоправданное нарушение Россией суверенитета и территориальной целостности Украины».

## Награды и премии
- Премия деловых кругов Presѕзвание 2011[8]
- Премия деловых кругов Presѕзвание 2012 в специальной номинации «Мультимедийная журналистика»[9]
- Национальная премия в области развития общенациональных связей «Серебряный лучник» (2011)[10]